# Tetrablemma extorre
Espèce
Synonymes
- Tetrablemma extorris Shear, 1978

Tetrablemma extorre est une espèce d'araignées aranéomorphes de la famille des Tetrablemmidae.

## Distribution
Cette espèce est endémique de la Trinité à Trinité-et-Tobago.

## Description
Le mâle holotype mesure 0,82 mm.

## Publications originales
- Shear, 1978 : Taxonomic notes on the armored spiders of the families Tetrablemmidae and Pacullidae. American Museum novitates, no 2650, p. 1-46 (texte intégral).